# Lorentzimys nouhuysi
Lorentzimys nouhuysi — вид гризунів родини мишевих (Muridae). Зустрічається в Західному Папуа, Індонезії та Папуа-Новій Гвінеї.

## Морфологічна характеристика
Це дрібний гризун з довжиною голови й тулуба від 55 до 90 мм, довжиною хвоста від 110 до 125 мм, довжиною стопи від 18,8 до 22,2 мм, довжиною вух від 14,2 до 18,9 мм і вагою до 22,5 грама. У L.n.alticola хутро довге і м'яке, у L.n.nouhuysi воно коротше і грубіше. Спинні частини червонувато-коричневі, а нижні жовтуваті, з коричневими відблисками. Горло білувате. Голова коротка і широка, морда біла або сіра у підвиду L.n.alticola. Довжина вусів до 66 мм. Вуха надзвичайно вузькі, звужені й мають закруглені кінчики. Лапи тонкі, подовжені, білуваті. Хвіст довший за голову й тулуб, рівномірно коричневий, закінчується невеликим пучком волосся.

## Поведінка
Це деревний вид зі стрибковою ходою, часто активний протягом дня. Харчується комахами, грибами та частинами рослин.